# エスタディ・オリンピック・リュイス・コンパニス
エスタディ・オリンピック・リュイス・コンパニス（Estadi Olímpic Lluís Companys）は、スペイン・カタルーニャ州バルセロナのムンジュイックにある多目的スタジアムである。1992年に行われたバルセロナオリンピックのメインスタジアム。

## 歴史
1929年のバルセロナ万国博覧会のために建設し、1936年の人民オリンピック会場とされる予定であった。1992年に開催されたバルセロナオリンピックのために1989年に改修した。当時の名称はエスタディ・オリンピック・デ・モンジュイック（Estadi Olímpic de Montjuïc）で、所在地の名をとり単に「モンジュイック」と呼ばれることも多い。会場近くのモンジュイック城でフランコ政権時代に処刑された、ジャナラリター・デ・カタルーニャ元代表リュイス・クンパニィスを記念し2001年に改名された。
かつては、1969年から1975年の奇数年で開催されたF1スペイングランプリでは当競技場がパドックとして使われたが、1975年のスペインGPでは、ドライバーによってはボイコットされた。
収容人数は56,000人で、かつてはサッカー・リーガ・エスパニョーラ所属のRCDエスパニョール、アメリカンフットボール・NFLヨーロッパのバルセロナ・ドラゴンズの本拠地であった。2010年の欧州陸上選手権を契機にトラックが茶から青に変更された。なおFCバルセロナは2023-24シーズンにおいてカンプ・ノウ改修工事の影響で当スタジアムを借りて試合を行う予定。

## 開催された主なイベント

### サッカー
- 国際Aマッチ

| 日付          | ホームチーム | 結果 | アウェーチーム   | ラウンド |
| ------------- | ------------ | ---- | ---------------- | -------- |
| 1930年1月1日  | スペイン     | 1-0  | チェコスロバキア | 親善試合 |
| 1931年4月26日 | スペイン     | 1-1  | アイルランド     | 親善試合 |
| 1936年2月23日 | スペイン     | 1-2  | ドイツ           | 親善試合 |
| 1948年5月30日 | スペイン     | 2-1  | アイルランド     | 親善試合 |
| 1949年1月2日  | スペイン     | 1-1  | ベルギー         | 親善試合 |
| 2000年3月29日 | スペイン     | 2-0  | イタリア         | 親善試合 |
| 2002年2月13日 | スペイン     | 1-1  | ポルトガル       | 親善試合 |
| 2004年2月18日 | スペイン     | 2-1  | ペルー           | 親善試合 |

- コパ・デル・レイ決勝 : 9回 (1930, 1933, 1934, 1939, 1944, 1945, 1946, 1957, 1996, 2000, 2004, 2006)

### アメリカンフットボール
- 1997年ワールドボウル

### 陸上
- 1955年IAAFコンチネンタルカップ
- 1955年地中海競技大会
- 1992年バルセロナパラリンピック
- 1992年バルセロナオリンピック
- 2003年世界警察消防競技大会
- 2010年ヨーロッパ陸上競技選手権大会
- 2012年世界ジュニア陸上競技選手権大会

### コンサート
- en:Estadi Olímpic Lluís Companysを参照。

## ギャラリー

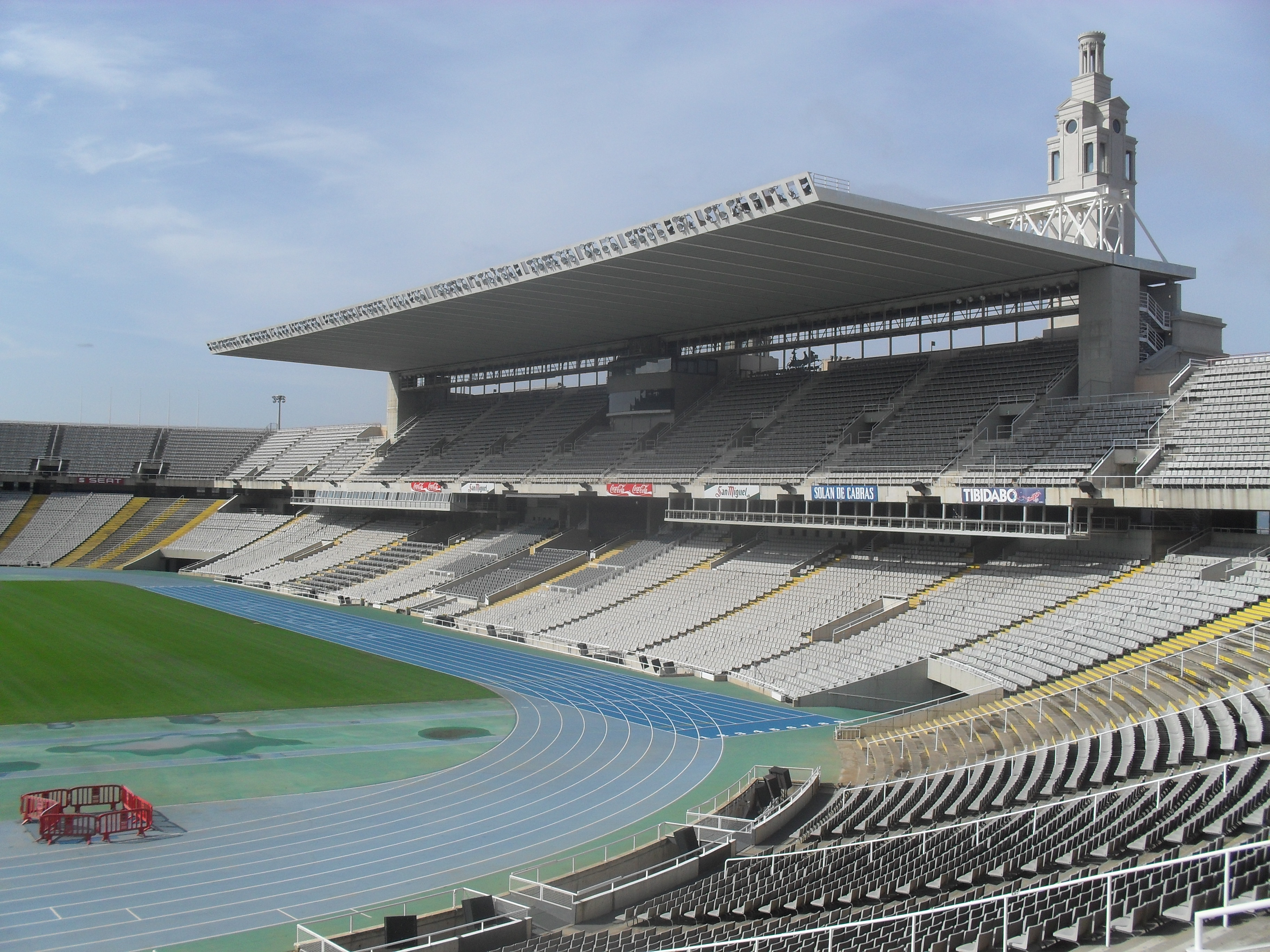
メインスタンド
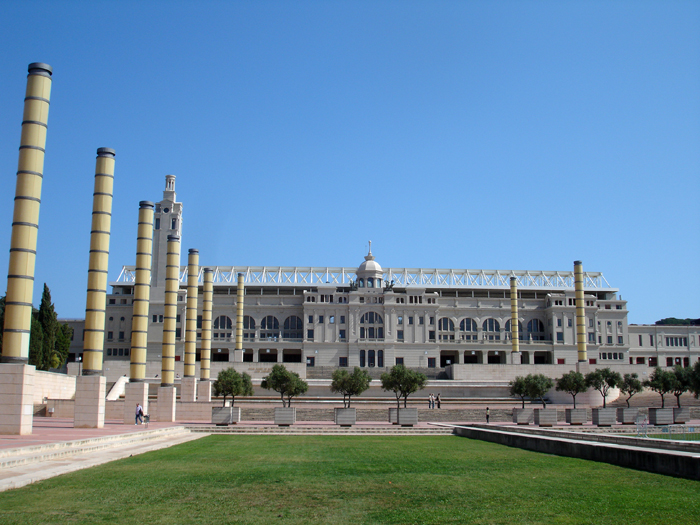
メインスタンドの外観
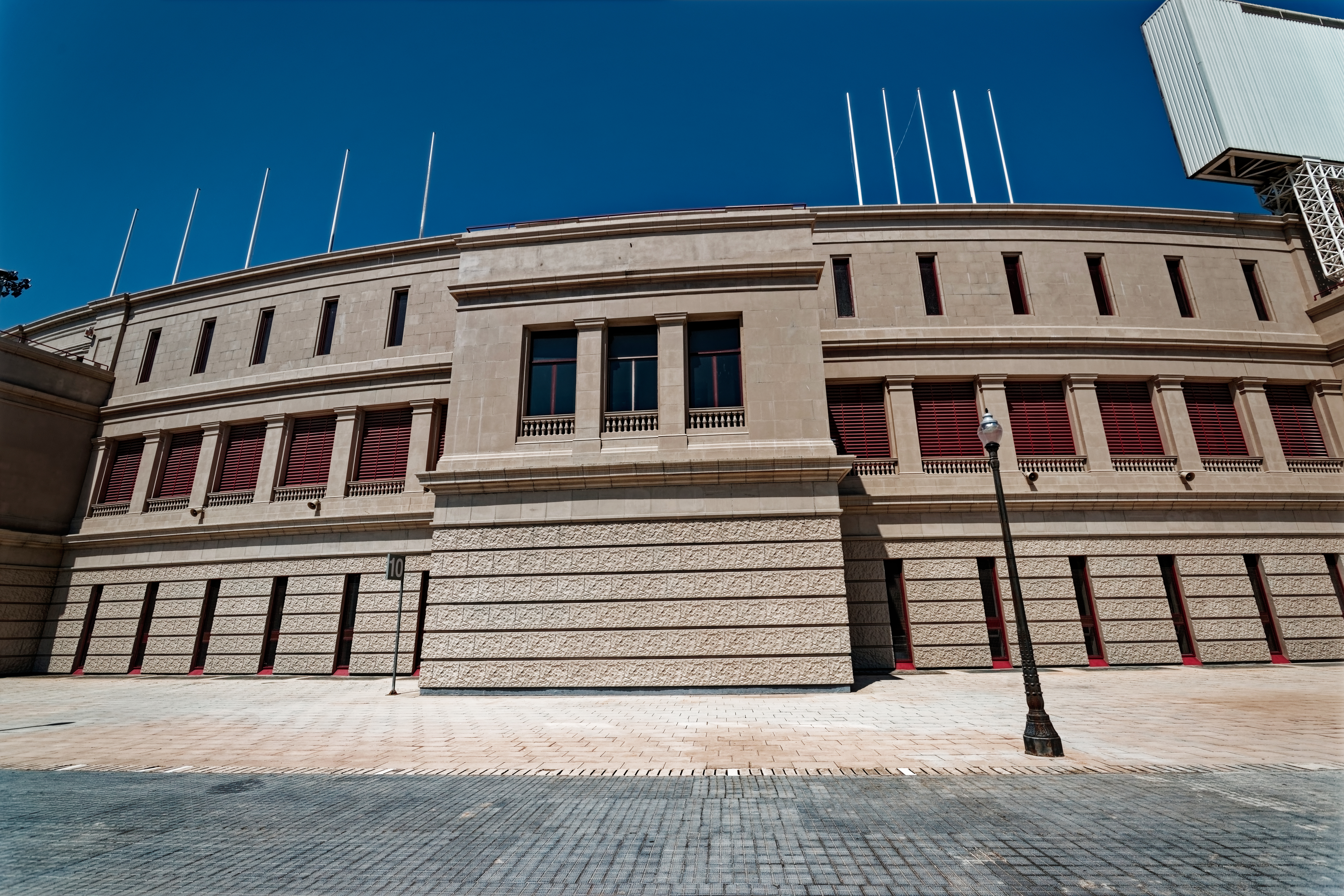
外観1
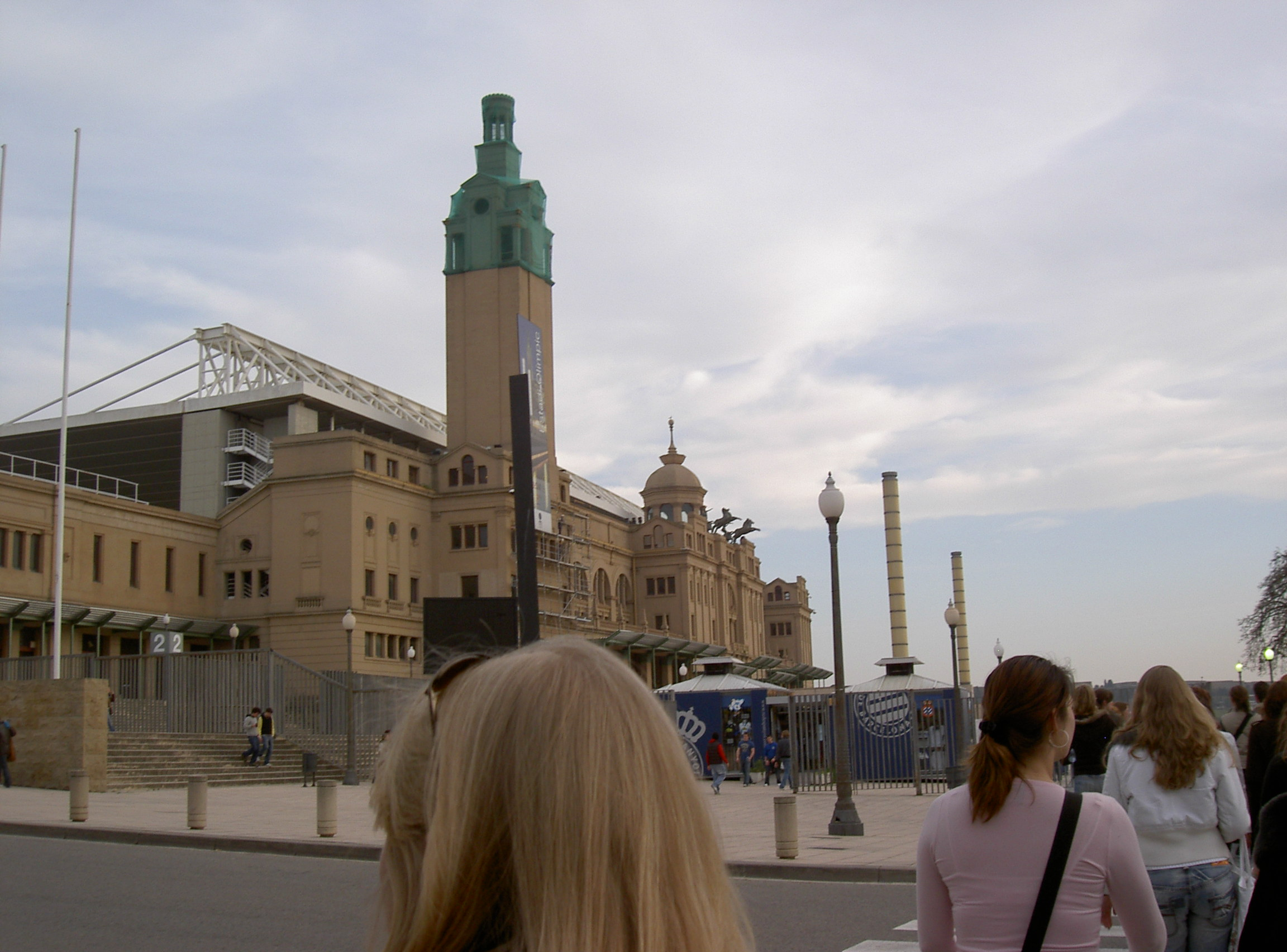
外観2
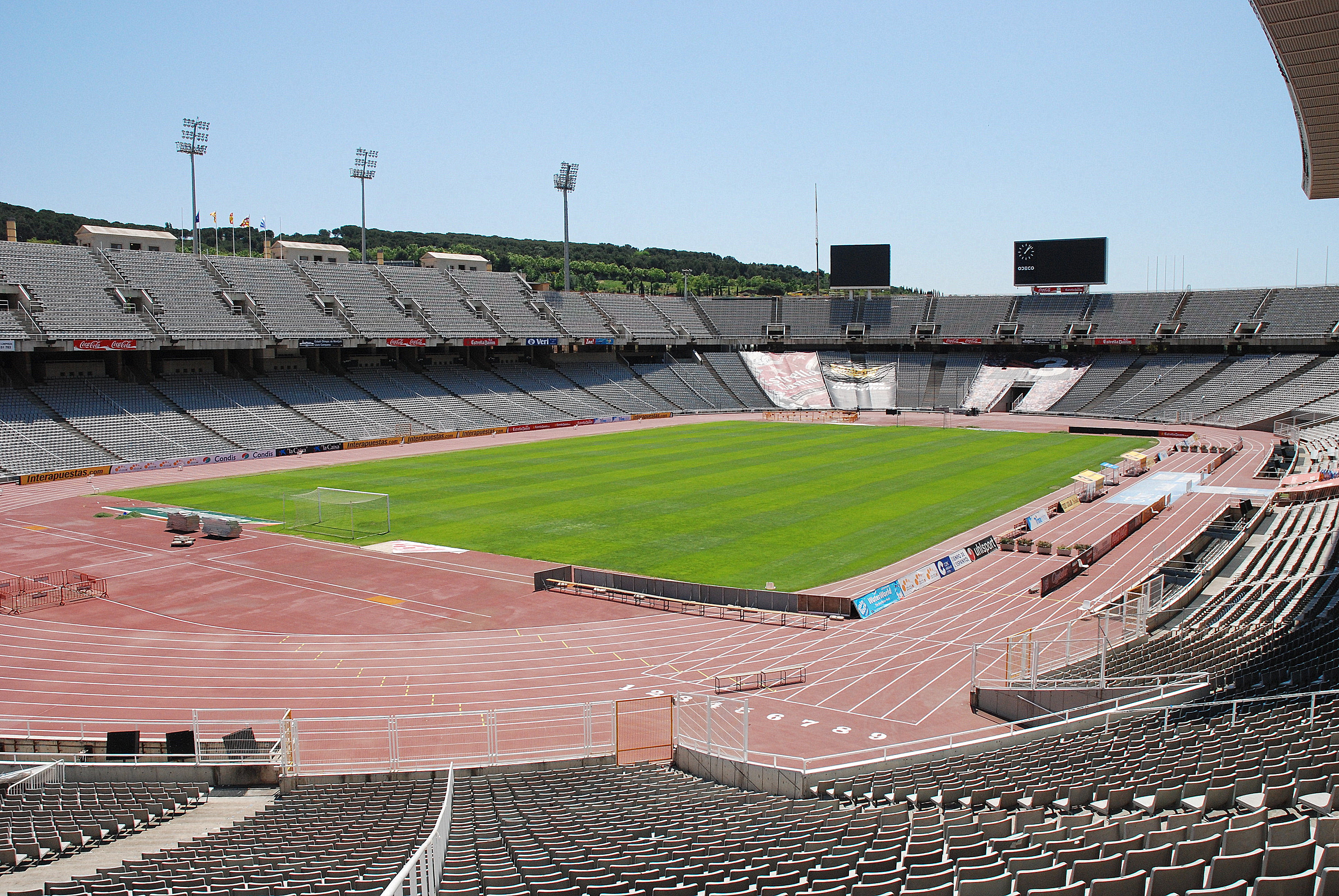
内観1
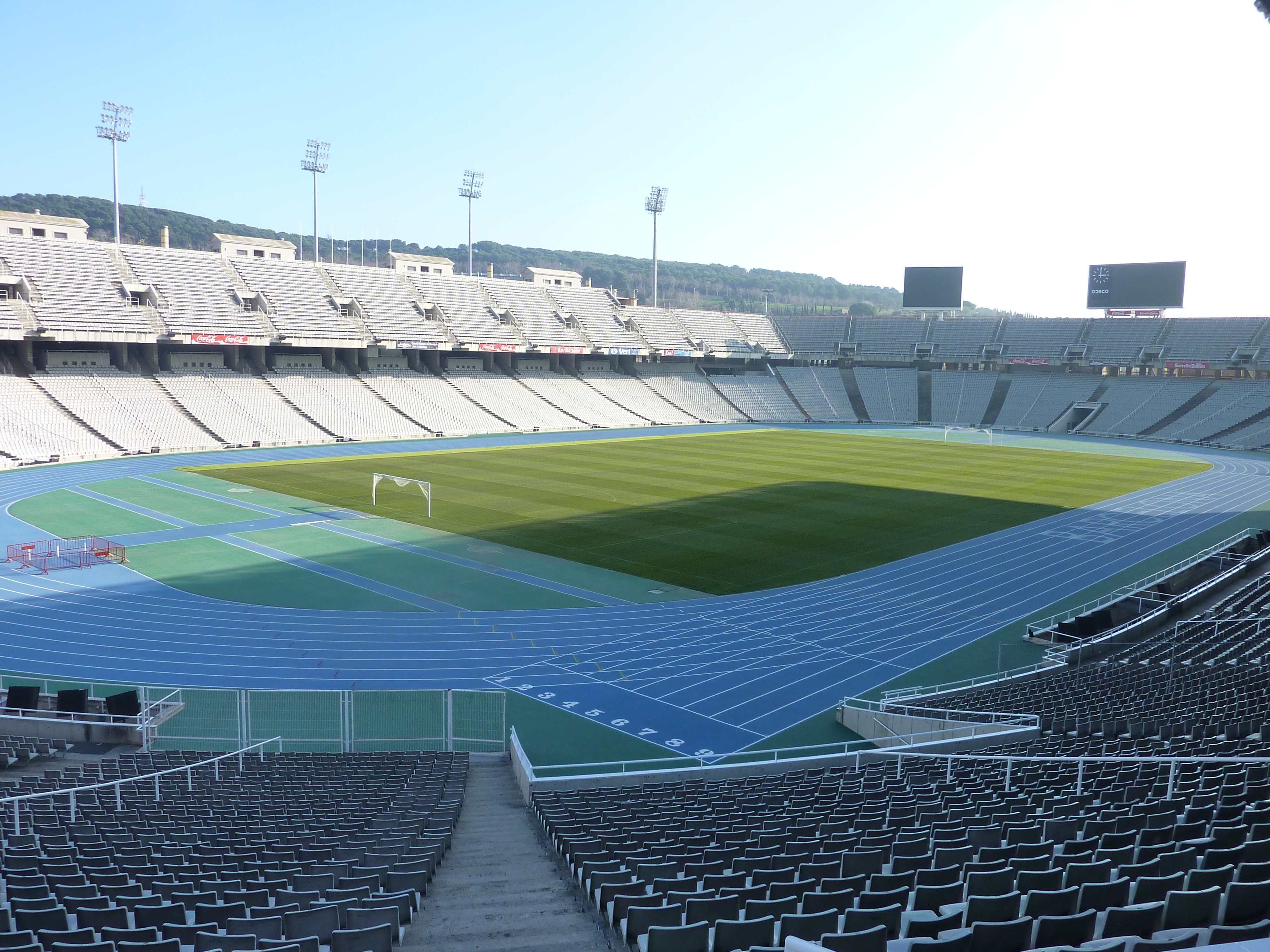
内観2
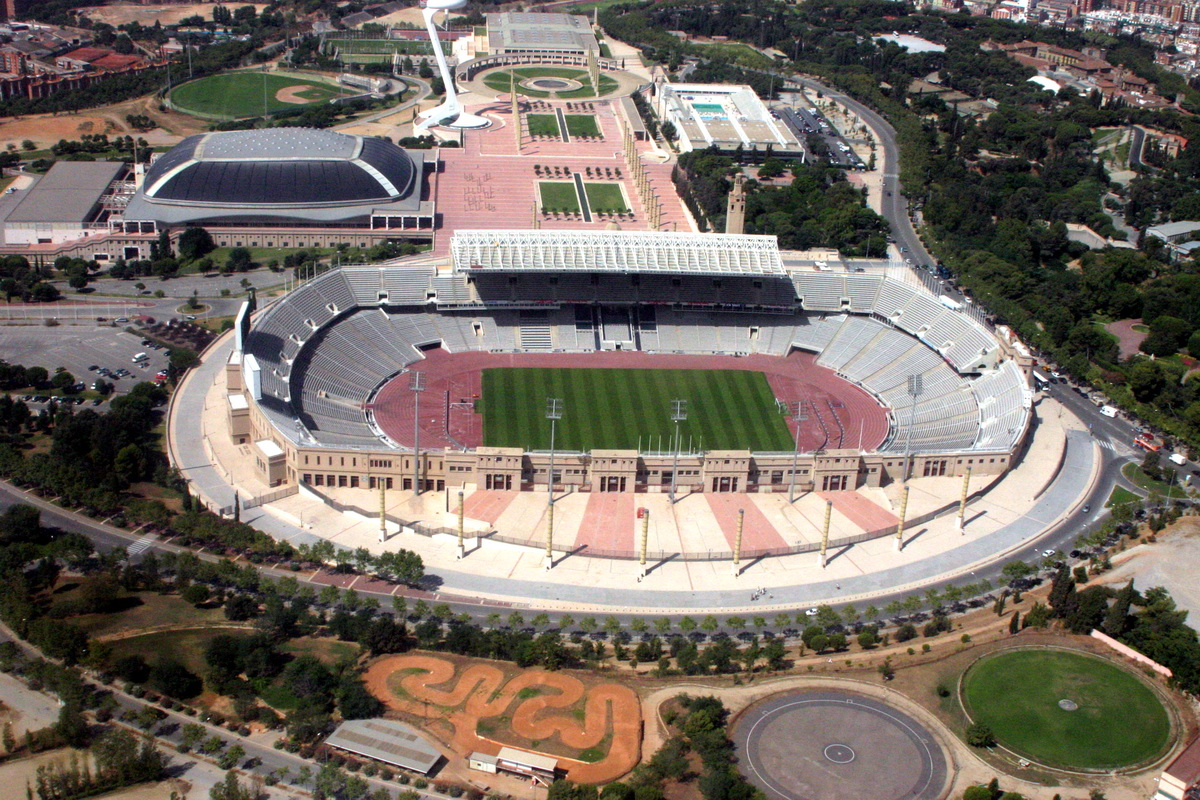
スタジアムの空撮1
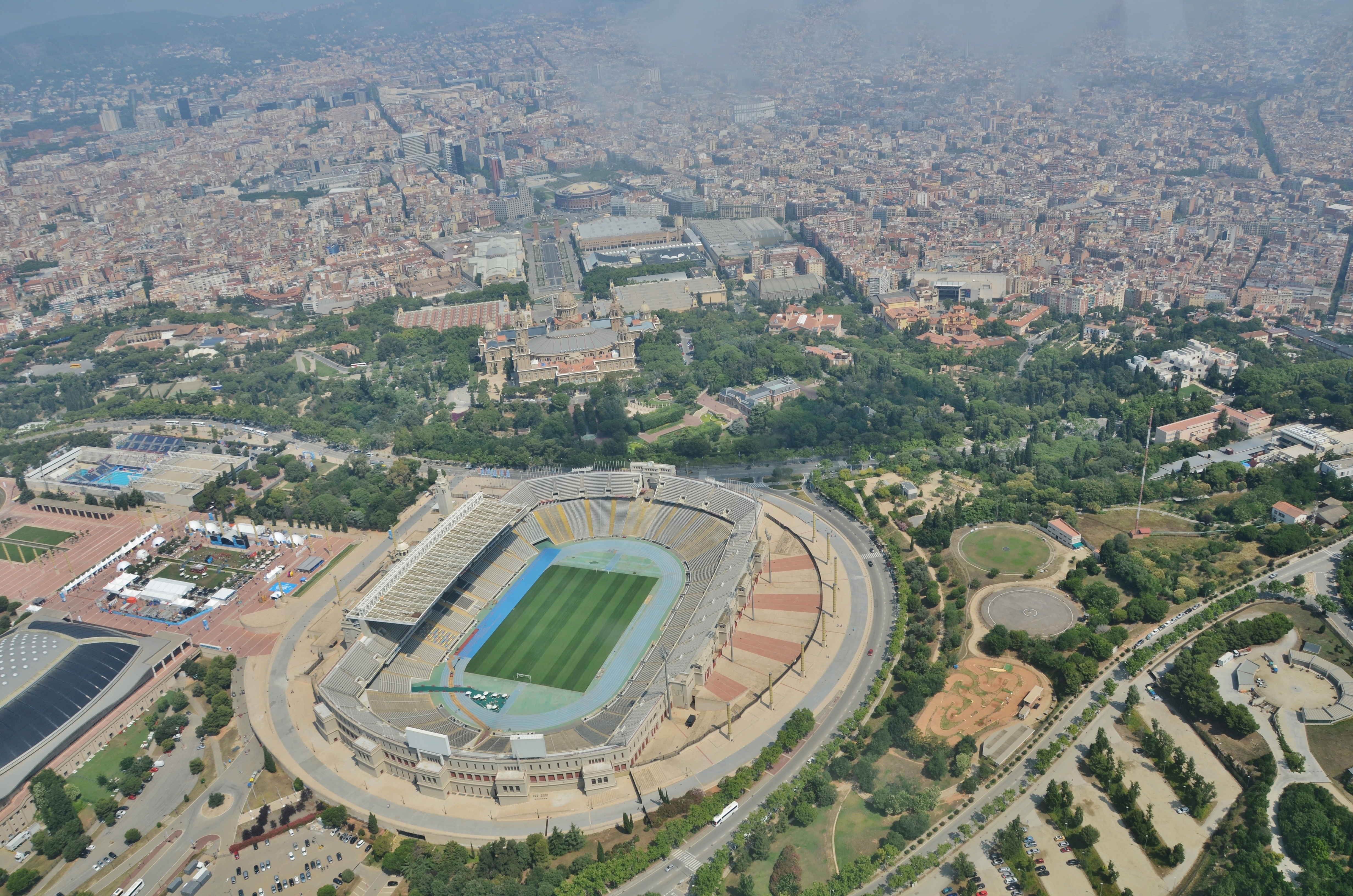
スタジアムの空撮2
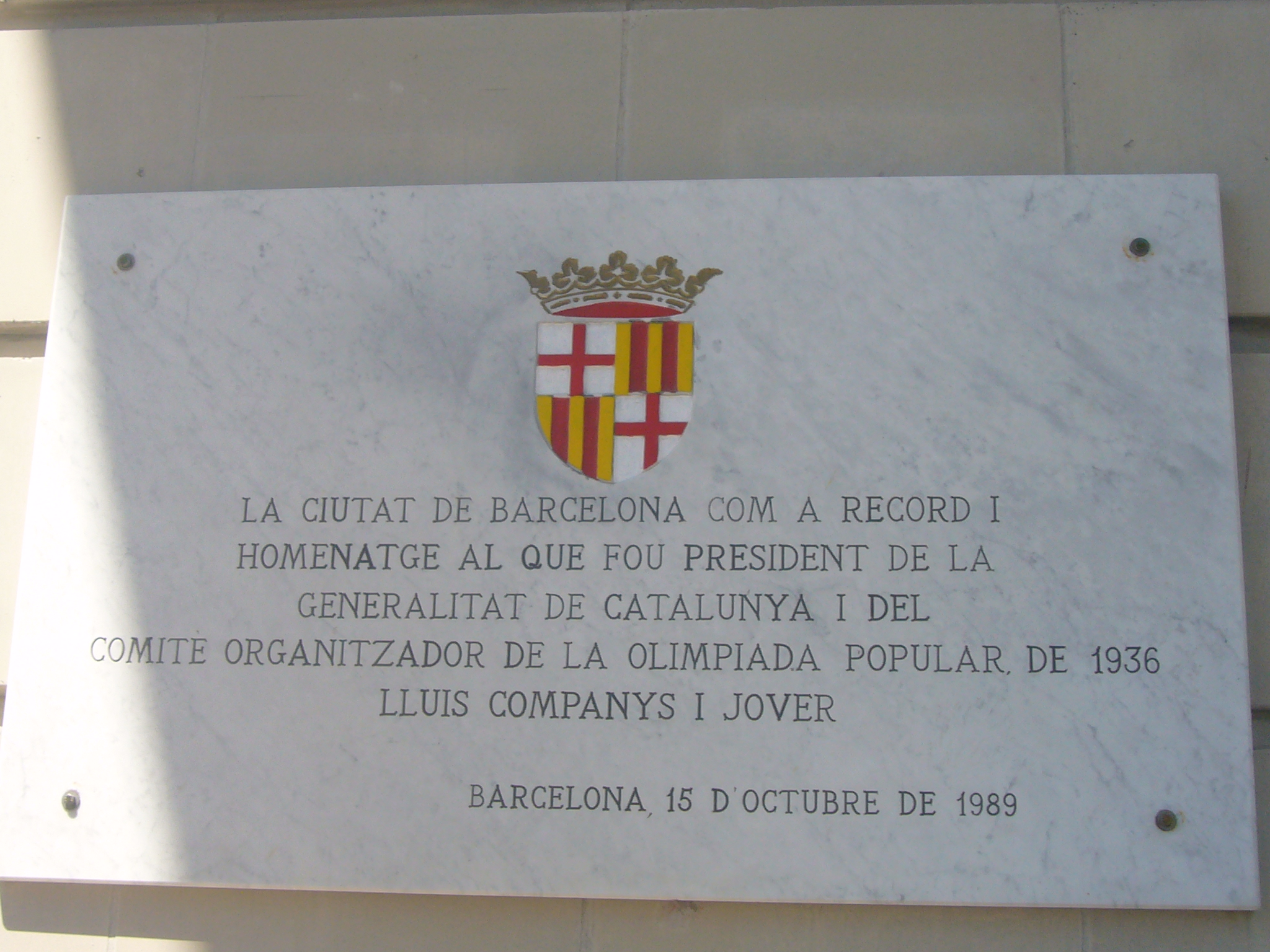
スタジアムの礎石